# العلاقات السلوفاكية المولدوفية
العلاقات السلوفاكية المولدوفية هي العلاقات الثنائية التي تجمع بين سلوفاكيا ومولدوفا.

## مقارنة بين البلدين
هذه مقارنة عامة ومرجعية للدولتين:
| وجه المقارنة                                              | سلوفاكيا                                                       | مولدوفا                           |
| --------------------------------------------------------- | -------------------------------------------------------------- | --------------------------------- |
| المساحة (كم2)                                             | 49.03 ألف                                                      | 33.85 ألف                         |
| عدد السكان (نسمة)                                         | 5.44 مليون                                                     | 2.55 مليون                        |
| الكثافة السكانية (ن./كم²)                                 | 110.95                                                         | 75.33                             |
| العاصمة                                                   | براتيسلافا                                                     | كيشيناو                           |
| اللغة الرسمية                                             | اللغة السلوفاكية                                               | اللغة المولدوفية، اللغة الرومانية |
| العملة                                                    | كرونة سلوفاكية، يورو                                           | ليو مولدوفي                       |
| الناتج المحلي الإجمالي (بليون دولار)                      | 95.77 مليار                                                    | 8.13 مليار                        |
| الناتج المحلي الإجمالي (تعادل القوة الشرائية) بليون دولار | 162.34 مليار                                                   | 17.94 مليار                       |
| الناتج المحلي الإجمالي الاسمي للفرد دولار أمريكي          | 16.09 ألف                                                      | 3.65 ألف                          |
| الناتج المحلي الإجمالي للفرد دولار أمريكي                 | 30.46 ألف                                                      | 4.98 ألف                          |
| مؤشر التنمية البشرية                                      | 0.844                                                          | 0.693                             |
| رمز المكالمات الدولي                                      | +421                                                           | +373                              |
| رمز الإنترنت                                              | .sk                                                            | .md                               |
| المنطقة الزمنية                                           | توقيت وسط أوروبا، ت ع م+01:00، ت ع م+02:00، أوروبا/براتيسلافا ‏ | ت ع م+02:00، ت ع م+03:00          |

## منظمات دولية مشتركة
يشترك البلدان في عضوية مجموعة من المنظمات الدولية، منها:
| علم المنظمة | اسم المنظمة                               | تاريخ انضمام سلوفاكيا | تاريخ انضمام مولدوفا |
| ----------- | ----------------------------------------- | --------------------- | -------------------- |
|             | مؤسسة التنمية الدولية                     | 1993                  | 14 يونيو 1994        |
|             | يونسكو                                    | 9 فبراير 1993         | 27 مايو 1992         |
|             | وكالة ضمان الاستثمار متعدد الأطراف        | 1993                  | 9 يونيو 1993         |
|             | الأمم المتحدة                             | 19 يناير 1993         | 2 مارس 1992          |
|             | الفريق المعني برصد الأرض                  | ?                     | ?                    |
|             | الاتحاد البريدي العالمي                   | ?                     | ?                    |
|             | البنك الدولي للإنشاء والتعمير             | 1993                  | 12 أغسطس 1992        |
|             | الاتحاد الدولي للاتصالات                  | 23 فبراير 1993        | 20 أكتوبر 1992       |
|             | منظمة حظر الأسلحة الكيميائية              | ?                     | ?                    |
|             | مؤسسة التمويل الدولية                     | 1993                  | 10 مارس 1995         |
|             | المنظمة الأوروبية لسلامة الملاحة الجوية   | 1997                  | 2000                 |
|             | المركز الدولي لتسوية المنازعات الاستشارية | 26 يونيو 1994         | 4 يونيو 2011         |
|             | منظمة التجارة العالمية                    | ?                     | ?                    |
|             | منظمة الشرطة الجنائية الدولية             | ?                     | ?                    |
|             | منظمة الأمن والتعاون في أوروبا            | 1993                  | 30 يناير 1992        |

## وصلات خارجية
- موقع وزارة الخارجية السلوفاكية
- موقع وزارة الخارجية المولدوفية